# Paleogén

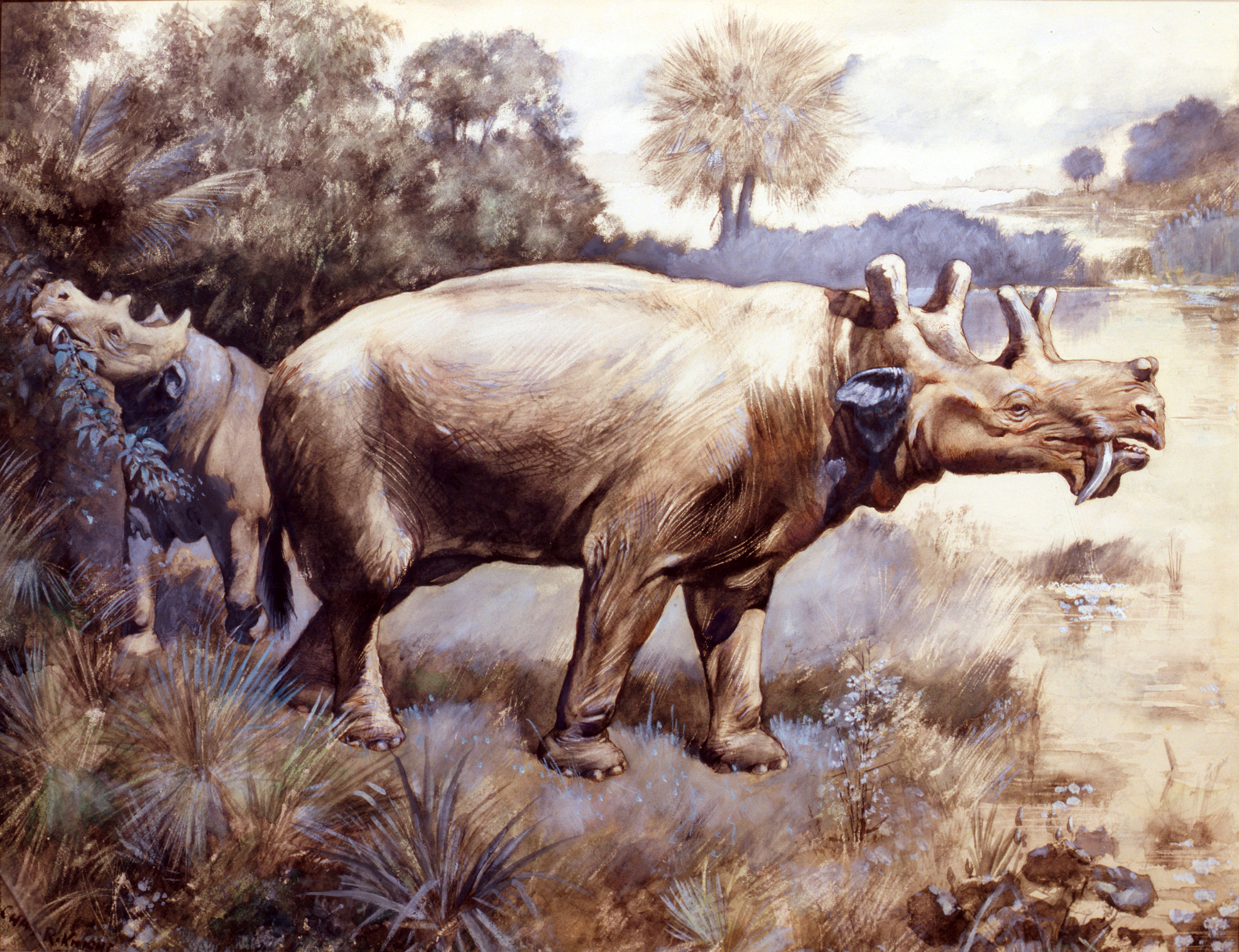
Eocén kori ősemlős, az Uintatherium

A paleogén földtörténeti időszak, amely 65,5 ± 0,3 millió évvel ezelőtt kezdődött a kréta időszak után, és 23,03 millió évvel ezelőtt ért véget a neogén időszak kezdetekor. Nevezik néha nummulitikumnak is a Nummulites nemhez tartozó ősmaradványok nagy gyakorisága miatt, valamint magyar szakirodalmi megfelelője az óharmadidőszak.
A paleogén során alakult ki kisszámú fajból az emlősök nagy változatossága, miután a kréta időszak végén, a kréta–tercier kihalási esemény során többek között a szárazföldi élőhelyek nagy részét korábban uraló dinoszauruszok is kihaltak, számos élőhelyet és életmódot hagyva betöltetlenül.

## Éghajlat

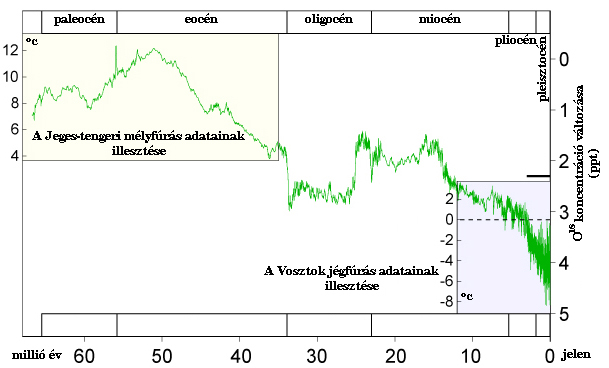
A kainozoikum 65 millió évének hőmérsékletváltozásai

A korszak végén az éghajlat némileg lehűlt, és Észak-Amerikában visszahúzódtak a beltengerek. A lehűlés előtt, a paleogén első negyedében volt azonban a bolygó egyik leggyorsabb globális felmelegedése, aminek eredménye, a paleocén-eocén hőmérsékleti csúcs jelentős változásokat okozott a tengeri élővilágban. (Ennél az éghajlati eseménynél húzzuk meg a paleocén és az eocén határát.)

## Ősföldrajz
A paleogén során már létrejöttek a mai kontinentális és kisebb szárazföldtömbök, bár még más formációban és pozícióban mint ma.

## Élővilág
Az emlősök közül sok faj nagyméretűvé vált, a szárazföldön elfoglalva az óriás őshüllők helyét, mások egyéb szárazföldi, vízi és légi élőhelyekre specializálódtak. Ebben a korszakban vették fel a maival jórészt megegyező alakjukat a madarak fajai.
A paleocén-eocén felmelegedés felborította az óceánok és a légkör áramlási rendszereit, ami a szárazföldön segítette az emlősök specializálódását, a mélytengerekben pedig a fenéklakó foraminiforák számos fajának kihalásához vezetett.

## Tagolása
Az időszakot az alábbi három korra tagolják (a korábbitól a későbbi felé haladva):
- Paleocén kor: 66,0 – 56,0 Ma
- Eocén kor: 56,0 – 33,9 Ma
- Oligocén kor: 33,9 – 23,03 Ma

### Régebbi tagolás
A paleogént néha kora harmadidőszak, a neogént késő harmadidőszak néven is említik. Ez egy korábbi felosztást tükröz, amely harmadidőszak alatt a mai felosztás szerinti paleogént és a neogén jórészét értette, a pleisztocén és a holocén (jelenkor) korszakok pedig a negyedidőszak részeiként szerepeltek. A tudósok ezt a régebbi felosztást többnyire már nem használják, mivel a paleogén-neogén felosztásban az időszakok hosszúságban jobban összemérhetők a korábbi földtörténeti korokkal.